# Gallirallus owstoni
Gallirallus owstoni é uma espécie de ave da família dos ralídeos, endêmica de Guam.

## Conservação
A espécie desapareceu do sul de Guam no início de 1970 e foi extirpada de toda a ilha no final da década de 1980. Esta espécie está agora sendo criada em cativeiro pela Divisão de Recursos Aquáticos e Vida Selvagem de Guam e em alguns jardins zoológicos nos Estados Unidos. Desde 1995, mais de 100 indivíduos foram introduzidos na ilha Rota nas Marianas Setentrionais numa tentativa de estabelecer uma colônia selvagem. Embora pelo menos um filhote resultou destes esforços, a predação (em grande parte por gatos selvagens) e mortes acidentais têm sido extremamente alta. Um pequeno número de aves potencialmente persistem.